# Mengvoeder
Mengvoeder, mengvoer of samengesteld voer is de verzamelnaam voor droge diervoeders die uit diverse ingrediënten zijn samengesteld en daarmee bepaalde eigenschappen hebben. Ze worden beschouwd als krachtvoer. Indien gemengde voeders een hoog vochtgehalte hebben spreekt men van brijvoeders.
Afhankelijk van de diersoort werden vroeger tal van restproducten uit onder meer de graanverwerkende en oliezadenverwerkende industrie aan de dieren gevoederd. Oorspronkelijk werden deze gegeven als enkelvoudige krachtvoeders en was het de boer die de diverse producten mengde. Voor de industrie bestond zelfs een verbod op het vermengen van de ingrediënten.
Kort na 1910 begon men echter in toenemende mate de mengvoeders op industriële basis te vervaardigen. Aanvankelijk mengde men bijvoorbeeld graanafvallen met lijnzaadkoeken en verkreeg aldus eenvoudige voederbrokken. 
Men ontwikkelde voor het mengen een wetenschappelijke grondslag en wist uiteindelijk veevoeders te produceren die aan nauw omschreven kwaliteitseisen voldeden. Deze omvatten eigenschappen als gehalte aan eiwitten, vetten, koolhydraten en diverse mineralen, alsmede vitamines en essentiële aminozuren. Met behulp van lineaire programmering wordt dan voor een bijbehorende samenstelling gekozen op basis van de op dat moment vigerende marktprijzen. De ingrediënten worden tegenwoordig meestal ingekocht door specialistische krachten die via schermhandel kopen en verkopen op de wereldmarkt. Het mengvoer wordt in Nederland gewoonlijk geproduceerd in de vorm van brokken. Melasse kan worden toegevoegd als bindmiddel. Uiteindelijk worden de brokken gevormd door middel van persen of extrusie.
Mengvoeder wordt vooral gebruikt in de rundvee-, varkens- en pluimveehouderij. Daarnaast is er ook krachtvoer op mengvoederbasis voor schapen, paarden, konijnen enzovoort.
Tegenwoordig bestaat er een grote differentiatie aan mengvoeders, zoals alleen al voor varkensvoer:
- Biggen-speenkorrel
- Biggenkorrel
- Biggen-speciaalkorrel
- Startkorrel
- Vleesvarkenskorrel
- Fokvarkenskorrel

## Grondstoffen
Mengvoederingrediënten zijn onder meer:
- Graansoorten
- Peulvruchten
- Restproducten uit de maalindustrie
- Restproducten uit de bio-energie
- Tapioca
- Sojaschroot
- Veekoeken
- Vetten
- Oliën
- Melasse
- Vismeel
- Krijt
- Zout
- Premix

De premix omvat met onder meer minerale bestanddelen en sporenelementen, vitaminen, geur- en smaakstoffen, producten ter verbetering darmgezondheid (pro- en prebiotica), conserveringsmiddelen.